# Leóstenes
Leóstenes (en Griego Λεωσθένης, murió en 323 a. C.) fue un strategos ateniense, comandante del ejército de la confederación griega en la Guerra Lamiaca. No se sabe por qué medios había obtenido la alta reputación en que se encuentra disfrutando cuando hace su primera aparición en la historia: se deduce que ha sido, a partir de un pasaje en Estrabón, que primero había servido a las órdenes de Alejandro Magno en Asia; pero parece cierto ahora que esto es un error, y que Leonato es la persona de la que habla.
Se ve por primera vez alguna mención distinta de Leóstenes, que aparece como un funcionario de reconocida capacidad y reputación establecida en la guerra, o sino como un vehemente opositor de los intereses de Macedonia. Poco antes de la muerte de Alejandro había traído del cabo Ténaro una gran fuerza de mercenarios griegos que habían sido disuelto por los diferentes sátrapas en Asia, de acuerdo con las órdenes de Alejandro. Tan pronto como la noticia de la muerte del rey llegó a Atenas, Leóstenes fue enviado a Ténaro para contratar los servicios de estas tropas, (8.000 en total): desde allí se apresuró a Etolia, e inducirlos a unirse en la guerra contra Macedonia. Su ejemplo fue seguido por los locros, fócidos, dorios, y muchos de los Tesalios, así como por varios de los estados del Peloponeso, y Leóstenes, que de común acuerdo, fue nombrado comandante en jefe, reunió a estas fuerzas combinadas en el paso de las Termópilas.
Los beocios, por temor al resurgimiento de Tebas, se unieron al lado de Macedonia, reunieron una fuerza para evitar que el contingente ateniense se uniese al ejército aliado, pero Leóstenes se apresuró con una parte de sus fuerzas para ayudar a los atenienses, y derrotó al ejército beocio. Antípatro avanzó desde el norte, pero con una fuerza muy inferior a la de los aliados: fue derrotado, cerca de las Termópilas, y obligado a refugiarse en la pequeña ciudad de Lamia. Leóstenes, deseoso de terminar la guerra de un golpe, sitio el lugar con el mayor vigor posible, pero sus ataques fueron rechazados, y se vio obligado a recurrir al método más lento del asedio. Mientras estaba ocupado en la formación de las líneas de circunvalación, los sitiados hicieron una vigorosa salida, en la que Leóstenes recibió un golpe en la cabeza por una piedra, de la cual murió tres días después. Su muerte fue sentida como un gran desaliento a la causa de los aliados griegos, y Pausanias lo considera como la principal causa del fracaso de la resistencia griega. Foción por otro lado, comenta, que «estaba muy bien preparado para un periodo corto, pero no para uno largo». Es cierto que Leóstenes dio pruebas de falta de energía y de habilidad durante el breve período de su mando, y su pérdida fue llorada por los atenienses como una calamidad pública. Fue honrado con un funeral público en Cerámico, y su oración fúnebre fue pronunciada por Hipérides. Su muerte se produjo antes del fin del año 323 a. C. aunque todavía era muy joven. Parece que tuvo hijos, cuyas estatuas fueron situadas junto a la suya en el Pireo.